# Chó chăn cừu Picard
Chó chăn cừu Picard hay Berger Picard (Béc-giê Pikard) là một giống béc-giê Pháp, ít khi tìm thấy bên ngoài nước Pháp. Đặc điểm của giống chó này là bộ lông dày, thô, đôi tai to dựng đứng và dáng đi nhẹ nhàng nhưng khỏe khoắn. Chúng rất thích hợp cho nhiều lĩnh vực khác nhau như thể thao chó và đào tạo thành chó nghiệp vụ, chó canh gác, chó chăn gia súc... Chúng trung thành, thích trẻ con, tập trung, năng động, cảnh giác và thông minh Berger Picard thuộc nhóm chó canh gác. Tầm vóc con cái: 55–60 cm, con đực: 60–65 cm. Trọng lượng 32 kg. Màu trắng với nhiều gam khác nhau, màu xẩm. Chúng vận động nhiều, tuổi thọ khoảng 12 năm.